# Forte do Milreu
O Forte de Milreu, também conhecido como Forte de Mil Regos, Forte de São Pedro de Milreu ou Forte de São Pedro, localiza-se na freguesia da Ericeira, no município de Mafra, distrito de Lisboa, em Portugal.
É o último remanescente dos poucos fortes erguidos à época da Restauração da Independência para defesa daquele trecho do litoral. Destinava-se a controlar o acesso marítimo à Ericeira pelo setor norte e, ao mesmo tempo, prevenir qualquer tentativa de desembarque na baía vizinha, formada pela praia de Ribeira de Ilhas.

## História

### Antecedentes
A primitiva ocupação da região remonta aos Fenícios, por volta do ano 1000 a.C..
À época da invasão romana da Península Ibérica, no local de Furnas, terá existindo um santuário em honra da deusa Ericina, cultuada originalmente no monte Erix, na Sicília.
No contexto da Reconquista cristã da Península Ibérica, por volta de 1190, sob o reinado de Sancho I de Portugal (1185-1211), dada a importância da atividade pesqueira na povoação, o soberano concedeu ao povo da Ericeira o direito de se auto-governar.
Mais tarde, no reinado de D. Sancho II (1223-1248) o frei D. Fernão Monteiro, Grão-Mestre da Ordem de Avis, institui o Concelho de Eyrizeira por Carta Foral passada em 1229.
No testamento da donatária, D. Maria Anes de Aboim, em 1337, lê-se o nome da povoação como Erizejra. Ainda nesse século foi confirmado o foral à vila em 1369 que, posteriormente receberia de D. Manuel I (1495-1521) o Foral Novo, em 1513.
Data deste período, no início do século XVI, a primitiva fortificação da vila: a 12 de agosto de 1505, Pedro Anes solicitou à Câmara da Ericeira que concorresse para as obras do porto de mar, compreendendo uma torre com respectiva muralha e outras construções apropriadas para a defesa.
Na sequência desse projeto, em 21 de agosto de 1507 o soberano determinou à Câmara que avaliasse os bens dos moradores, com vistas ao lançamento de uma taxa destinada às obras do cais do porto, empregando-se cantaria de pedra. Face aos custos envolvidos, a Câmara contrapropôs que as mesmas fossem realizadas em alvenaria, menos dispendiosa.
Em 1589 D. António, prior do Crato, fez uma tentativa mal-sucedida de desembarque de tropas no Forte dos Mil-Regos (Forte do Milreu).

### O atual forte
No contexto da Guerra da Restauração da Independência, procedeu-se a construção do Forte de São Pedro da Ericeira (1670), dele havendo notícia em 1675, quando foi inspecionado pelo marechal de campo, marquês de Fronteira, quando se registrou ausência de artilharia e guarnição. Para guarnecê-lo, a 26 de janeiro de 1680, João de Sousa Noronha, seu governador, solicitou à Câmara um Alvará que dispensasse os moradores do Real Serviço, caso eles se comprometessem a fazer a segurança do forte. A este governador sucederá, em 1706, Francisco de Almeida Carvalho e, em 1735, José de Mendonça. Ao tempo deste último, o forte contava com sete peças de artilharia.
Danificado pelas fortes intempéries registradas na região em 1751, procedeu-se à reconstrução de alguns elementos estruturais, cuja estabilidade foi seriamente agravada pelo terramoto de 1755, entrando o forte em processo de ruína.

### Do século XIX aos nossos dias
No início do século XIX, a 3 de janeiro de 1819, o governador do forte e a Câmara solicitaram auxílio ao soberano, visando a reconstrução do cais, desmoronado por ação do mar.
No contexto da Guerra Civil Portuguesa (1828-1834), foi reparado entre 1831 e 1832, sendo utilizado pelas forças miguelistas. Entretanto, em meados do século recaiu outra vez em abandono, levando a que por requerimento endereçado em 1871 ao Ministro da Guerra, fosse solicitada a utilização de algumas das suas lajes no restauro e construção dos anexos da igreja de São Pedro da Ericeira, o que foi prontamente anuído, enquanto que, na década de 1880, foi recolhida a artilharia remanescente.
Em 1891, a Guarda Fiscal instalou-se nas dependências do Forte da Ericeira e na antiga Casa do Governador, anexa ao mesmo, utilizada à época como escola para meninas. Nesse período, em 1896, tendo desabado parte da muralha do forte, o orçamento para os reparos devidos elevou-se a 35 contos de réis.

### O século XX
No início do século XX o antigo forte foi reartilhado por determinação de D. Manuel II (1908-1910).
Novamente abandonado, em 1940 foi reedificada a muralha subjacente, passando o imóvel a ser tutelado pelo Ministério das Finanças. Nesse período, em 1945, foram feitos projectos pela Junta de Turismo da Ericeira, contemplando a adaptação do antigo forte a miradouro, a instalação de uma casa de chá e o estabelecimento de uma pousada, projectos que não se concretizaram.
Classificado como Imóvel de Interesse Público pelo Decreto 129/77, publicado em 29 de Setembro de 1977, o forte apenas foi objecto de conservação na década de 1980, quando a DGEMN procedeu à reconstrução da muralha e do pavimento do terraço.
Atualmente conservam-se os seus espaços mais importantes: a bateria, formada por uma ampla esplanada voltada para o mare a casa-forte, pelo lado de terra, comporta por compartimentos abobadados.

## Características
O forte apresenta planta rectangular, em estilo maneirista, com cobertura em terraço. No frontispício rasga-se o portão de armas em arco pleno. Apresenta bateria com canhoneiras e duas guaritas cilíndricas com cobertura cónica.